# Robert J. Bulkley

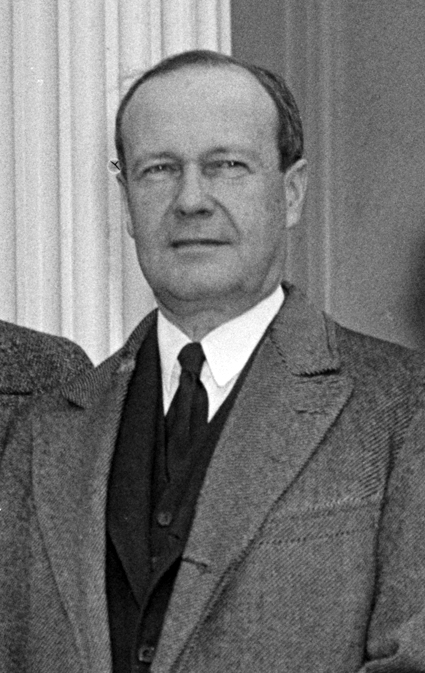
Robert J. Bulkley

Robert Johns Bulkley (* 8. Oktober 1880 in Cleveland, Ohio; † 21. Juli 1965 ebenda) war ein US-amerikanischer Politiker (Demokratische Partei), der den Bundesstaat Ohio in beiden Kammern des Kongresses vertrat.
Robert Bulkley besuchte zunächst die University School, eine Privatschule in seiner Heimatstadt Cleveland, ehe er sich an der Harvard University einschrieb, wo er 1902 seinen ersten Abschluss machte. Er studierte in der Folge an der Law School in Harvard die Rechtswissenschaften und wurde 1906 in die Anwaltskammer aufgenommen, woraufhin er in Cleveland als Jurist zu praktizieren begann.
Bulkleys politische Laufbahn begann im Jahr 1910 mit der Wahl ins Repräsentantenhaus der Vereinigten Staaten. Er vertrat den 21. Wahlbezirk von Ohio vom 4. März 1911 bis zum 3. März 1915 im Kongress. Danach war er wieder als Anwalt tätig; überdies stand er von 1917 bis 1918 der juristischen Fachabteilung im War Industries Board vor, einer Bundesbehörde zur Koordination der Materialbeschaffung während des Ersten Weltkrieges.
Nach dem Tod von US-Senator Theodore E. Burton am 28. Oktober 1929 trat Bulkley am 4. November 1930 zur Nachwahl um dessen Mandat an. Sein republikanischer Kontrahent war Roscoe C. McCulloch, der bis dahin Burtons Platz kommissarisch eingenommen hatte. Bulkley siegte mit 54,8 Prozent der Stimmen und zog am 1. Dezember 1930 in den Senat ein. Er entschied auch die folgende Wahl gegen Gilbert Bettman, den Attorney General von Ohio, für sich; 1938 verlor er dann jedoch gegen Robert A. Taft, woraufhin er den Kongress am 3. Januar 1939 verlassen musste. Während seiner Zeit als Senator stand er unter anderem dem Committee on Manufactures vor.
Nach dem Ende seiner politischen Laufbahn betätigte Robert Bulkley sich im Bankgewerbe und arbeitete auch wieder als Anwalt. Während des Zweiten Weltkrieges gehörte er einer Einspruchsinstanz für Visa-Angelegenheiten an. Er starb 1965 in Cleveland, wo ein Gebäude im Geschäftsviertel zu seinen Ehren den Namen Bulkley Building erhielt.